# Branchiomma cingulata
Branchiomma cingulata är en ringmaskart som först beskrevs av Grube 1870.  Branchiomma cingulata ingår i släktet Branchiomma och familjen Sabellidae. Utöver nominatformen finns också underarten B. c. pererai.